# Vila Panzinka
Vila Panzinka je historická vila v Náchodě-Bělovsi, kde vznikla jako součást areálu Lázní Běloves. Byla postavena v roce 1902 tehdejším majitelem lázní MUDr. Ivanem Honlem, který ji pojmenoval podle svého přítele pana Zinka. Původně si ji postavil Honl pro sebe (bydlel zde) a jako ubytovací kapacitu pro významné hosty lázní.
Honl byl milovníkem vojenské historie a ve vile shromáždil unikátní sbírku zbraní a obrazů od středověku až po zbraně z prusko-rakouské války (1866). Sbírka byla v roce 1959 předána do Okresního muzea Náchodska.
Chátrající budovu v roce 2022 koupilo za 10 mil. Kč město Náchod s plánem zapojit do zpět do procesu obnovy lázeňského areálu v Bělovsi (ordinace lékařů či ubytování).

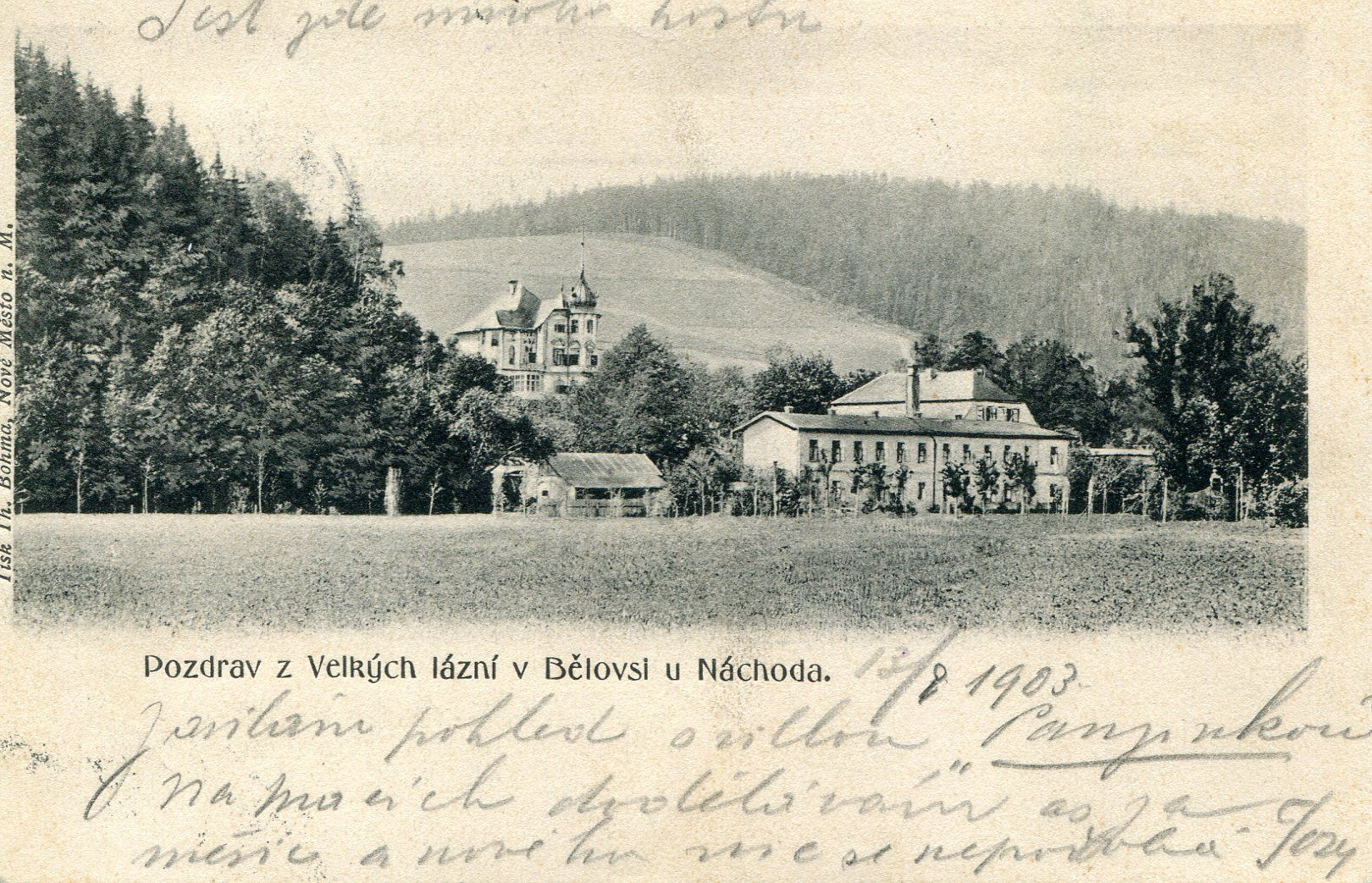
Vila Panzinka nad lázeňskými budovami, pohlednice prošla poštou v roce 1903